# بيرسهراب
بيرسهراب (بالفارسية: پیرسهراب) هي قرية تقع في البلدة المركزية في إيران. يقدر عدد سكانها بـ 1081 نسمة بحسب إحصاء 2016.